# Angels in the Outfield
Angels in the Outfield è un film del 1951 diretto da Clarence Brown.
È un film commedia a sfondo fantastico e sportivo statunitense con Paul Douglas, Janet Leigh e Keenan Wynn.

## Trama
La squadra di baseball dei Pittsburgh Pirates è in ultima posizione e il loro manager Guffy McGovern ha molto di cui lamentarsi.
Tutto questo cambia una notte quando, mentre vaga per lo stadio in cerca del suo portafortuna, Guffy viene avvicinato dalla voce di un angelo, che dice di essere stato un giocatore di baseball durante la sua vita terrena. Dopo avergli raccontato della squadra di baseball del paradiso, di cui fanno parte i giocatori di baseball morti, l'angelo si dichiara disposto ad aiutare i Pirates con miracoli, ma solo a condizione che McGovern cominci a comportarsi meglio. Con l'aiuto degli invisibili grandi del baseball del passato, i Pirates migliorano le loro prestazioni.
Durante una partita, l'orfana di 8 anni Bridget White dice di poter vedere gli angeli aiutare i giocatori di baseball dei Pirates: era stata proprio una preghiera di Bridget a far incontrare l'angelo a McGovern. Jennifer Paige, reporter di un giornale locale e aspirante scrittrice, scrive un articolo al riguardo. Le visioni angeliche di Bridget diventano una notizia a livello nazionale ma causano anche problemi a McGovern, come il tentativo dell'invidioso manager rivale Fred Bayles di far buttare fuori McGovern dal mondo del baseball.
Nella partita decisiva, l'angelo dice a Guffy che dovranno fare affidamento esclusivamente su loro stessi; i giocatori fanno un grande match e vincono, grazie soprattutto al lanciatore Saulo Hellman che, l'angelo dice a Guffy, a breve morirà e giocherà nel team del paradiso. Guffy fa colpo anche su Jennifer e insieme decidono di adottare la piccola Bridget.

## Produzione
Il film, diretto da Clarence Brown su una sceneggiatura di Dorothy Kingsley e George Wells con il soggetto di Richard Conlin, fu prodotto da Clarence Brown per la Metro-Goldwyn-Mayer e girato a Pittsburgh enegli stadi di baseball di Chicago, Pittsburgh e Los Angeles dal marzo al maggio del 1951.

## Distribuzione
Il film fu distribuito negli Stati Uniti dal 19 ottobre 1951 al cinema dalla Metro-Goldwyn-Mayer.
Altre distribuzioni:
- negli Stati Uniti il 7 settembre 1951 (Pittsburgh, Pennsylvania)
- negli Stati Uniti il 14 settembre 1951 (Los Angeles, California)
- negli Stati Uniti il 17 ottobre 1951 (New York City, New York)
- in Svezia il 7 aprile 1952 (Inga planer i himlen)
- nel Regno Unito (Angels and the Pirates)

## Promozione
La tagline è: "The toughest guy you ever met... until an angel said "Hello!"".

## Remake
Nel 1994 ne è stato prodotto un remake, Angels (Angels in the Outfield).